# Natalia Ossipova
Pour les articles homonymes, voir Osipova.
Natalia Petrovna Ossipova (en russe : Наталья Осипова - en anglais : Natalia Osipova) est une danseuse russe née à Moscou le 18 mai 1986. Elle est danseuse principale au Royal Ballet, après l'avoir été au sein du Théâtre Bolchoï et du Théâtre Mikhaïlovsky.

## Biographie
Scolarité
Destinée à une carrière de gymnaste, elle se tourne vers la danse à la suite de problèmes de dos, et entre alors à l'Académie d'État de Chorégraphie de Moscou, l'école de danse formant les futurs danseurs du Théâtre Bolchoï - elle avouera par la suite que la transition fut assez difficile et qu'au début, sa scolarité de ballerine ne lui plaisait pas.
Carrière au Bolchoï
En 2004, elle est engagée dans la compagnie dès son diplôme de fin d'études obtenu, et danse dès cette année-là des variations de solistes, alors qu'elle ne fait encore partie que du corps de ballet. Elle étudie tout particulièrement avec Marina Kondratieva, à l'instar de Nina Kaptsova (autre première soliste de la compagnie), après avoir suivi l'enseignement de Lioudmila Semeniaka.
Dansant des rôles de premier plan dès ses débuts sur scène et rapidement comparée à Maïa Plissetskaïa, elle triomphe dans Don Quichotte, interprétant Kitri et renouvelant selon beaucoup l'approche de ce personnage, qui deviendra son rôle-phare alors qu'elle n'a que 19 ans.
Elle sera nommée première soliste du Bolchoï le 28 octobre 2008, puis danseuse étoile le 3 mai 2010 (en même temps qu'Ivan Vassiliev) à l'occasion d'une représentation de Don Quichotte à Pékin.
Très médiatisée, en Russie comme dans le monde, ses représentations sont généralement marquées d'un franc succès auprès du public ; cependant, ses qualités artistiques en font également une interprète de choix pour les créations et premières. Elle a ainsi fait partie des premières distributions de ballets comme La Sylphide (version de Johann Kobborg), Coppélia (version de Sergueï Vikharev) ou Les Flammes de Paris (version d'Alexeï Ratmansky et Youri Bourlaka) et ce, souvent aux côtés d'Ivan Vassiliev, son partenaire privilégié. À la fin de l'année, elle fait partie des premières distributions de la reconstruction de La Esmeralda au Théâtre Bolchoï, puis elle participe un an plus tard à l'entrée au répertoire de Rubis. En avril 2011, elle crée à Moscou le nouveau ballet d'Alexeï Ratmansky, Illusions perdues.
Invitations à l'étranger
Son talent reconnu lui vaut d'être engagée comme artiste invitée auprès de l'American Ballet Theatre (ses premiers ballets y seront Giselle et La Sylphide, en juin 2009 - elle y reçoit une double ovation, méritée, pour sa prestation dans Giselle). C'est également sur la scène américaine qu'elle fait ses débuts dans les rôles principaux de La Belle au bois dormant (mai 2010) et Roméo et Juliette (juillet 2010) en partenariat avec David Hallberg, principal de la compagnie. Durant l'été 2011, elle y interprète Le Clair Ruisseau et Coppélia tout en reprenant Roméo et Juliette et Giselle.
En 2010, elle est invitée à la Scala de Milan pour danser Don Quichotte, après avoir interprété en janvier le rôle principal de Casse-noisette à l'Opéra de Paris, aux côtés de Mathias Heymann et Alessio Carbone. 
En février 2011, c'est cette fois l'Allemagne qui la convie sur sa scène de Munich pour danser La Mégère apprivoisée. En juillet de cette même année, elle danse Juliette à Londres aux côtés d'Ivan Vassiliev : cette invitation ne représente pas moins de neuf représentations en sept jours à peine.
L'année suivante, elle fait partie de la première distribution de L'Oiseau de feu d'Alexeï Ratmansky, créé en mars 2012 pour l'ABT.
Carrière au Mikhaïlovsky
En novembre 2011, Natalia Ossipova quitte le Bolchoï pour rejoindre les rangs du Théâtre Mikhaïlovsky en tant qu'étoile. C'est accompagnée par Ivan Vassiliev qu'elle y signe un contrat de cinq ans.
Elle y fait ses débuts dans le ballet Laurencia en janvier, mais sa première prise de rôle notable à Saint-Pétersbourg est le rôle emblématique d'Odette-Odile dans Le Lac des cygnes, qu'elle danse le 19 avril 2012.
Carrière au Royal Ballet
Le 8 avril 2013, le Royal Ballet de Londres annonce l'arrivée de Natalia Ossipova comme nouvelle étoile de la compagnie. La danseuse russe fera ses débuts officiels sur la scène de Covent Garden le 21 novembre 2013, dans Roméo et Juliette, aux côtés de Carlos Acosta. En 2014, elle fait partie de la distribution d'étoiles qui créent la nouvelle pièce de Wayne McGregor, Tetractys.

## Récompenses

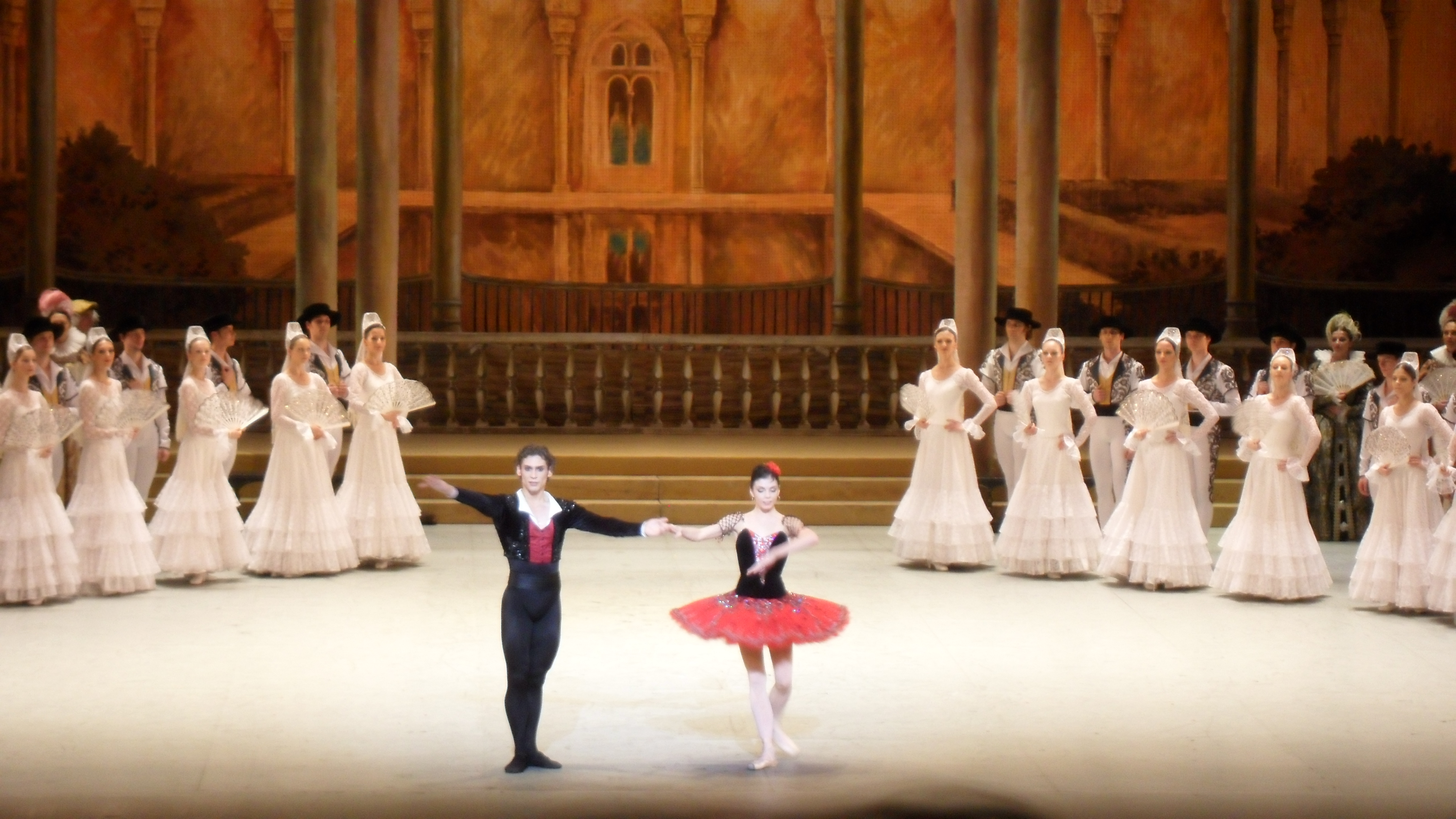
Natalia Ossipova et Ivan Vassiliev lors d'une représentation du ballet Don Quichotte

En 2003, alors qu'elle n'est encore qu'une simple élève, elle remporte le Grand Prix du Concours international de danse du Luxembourg, après avoir interprété des extraits de La Bayadère, Don Quichotte, Esmeralda, Tchaïkovsky Pas de Deux et une pièce contemporaine spécialement écrite pour elle, Liturgy.
En 2005, elle reçoit la médaille de bronze du 10e Concours international de ballet de Moscou dans la catégorie « pas de deux ».
En 2008, elle se voit attribuer le Prix Richard-Sherrington de la meilleure danseuse, le Masque d'or de la meilleure danseuse pour son interprétation d'In the Middle, Somewhat Elevated (de William Forsythe), à Moscou ainsi que le Prix Léonide Massine du meilleur talent.
En 2009, le jury des Masques d'or lui décerne (ainsi qu'à son partenaire Vyacheslav Lopatin) le Prix spécial du meilleur duo pour La Sylphide, de Johann Kobborg ; elle est par ailleurs nommée deux fois dans la catégorie de la Meilleure danseuse, pour son rôle dans Les Flammes de Paris et dans La Sylphide.
Cette même année, elle remporte le Prix Benois de la danse de la Meilleure danseuse pour quatre de ses rôles : Giselle, Medora dans Le Corsaire, Jeanne dans Les Flammes de Paris, et la Sylphide dans le ballet éponyme.
En 2011, le jury du Prix Léonide Massine la consacre à nouveau, cette fois-ci en tant que meilleure danseuse.
En 2014, Natalia Ossipova est distinguée par le jury des National Dance Awards pour ses prestations à Londres, Saint-Pétersbourg et Moscou.

## Répertoire

### Au Théâtre Bolchoï
- Don Quichotte : Kitri, une demoiselle d'honneur
- Giselle : Giselle, une paysanne
- La Sylphide : La Sylphide, Nancy
- Le Corsaire : Medora, Odalisque
- Chopiniana : Onzième Valse
- Le Boulon : Manka Fart
- La Fille du pharaon : Aspicia, Ramzé
- Casse-noisette : la Poupée Espagnole
- Le Lac des cygnes : Odette / Odile, Fiancée Espagnole
- La Bayadère : Nikiya, Gamzatti
- Cendrillon : Automne, Valseuse
- Le Clair Ruisseau : Danseuse classique
- Coppélia : Swanilda
- Les Flammes de Paris : Jeanne
- Paquita (grand pas) : Variation
- La Esmeralda : Esmeralda, Diana
- Jewels : Rubis
- Illusions perdues : Coralie
- In the Upper Room : Soliste

### A l'American Ballet Theatre
- Roméo et Juliette : Juliette
- La Belle au bois dormant : Aurore
- L'Oiseau de feu : l'Oiseau de feu

### Au Théâtre Mikhaïlovksky
- Laurencia : Laurencia
- La Belle au bois dormant (version de Nacho Duato) : Aurore
- Le Lac des cygnes : Odette / Odile

### Au Royal Ballet
- Giselle : Giselle
- La Belle au bois dormant : Aurore
- Le Lac des cygnes : Odette / Odile
- Le Songe d'une nuit d'été : Titania

### En tant qu'artiste invitée
- La Mégère apprivoisée : Catherine (débuts au Stastsballet de Munich)
- Petrouchka : la Ballerine (débuts à l'Opéra de Paris)
- Casse-noisette : Clara (débuts à l'Opéra de Paris)

## Événements publics
- Todi Arte Festival 2011 - XXVI Édition - La Nuit des Étoiles - Gala de ballets avec Ivan Vassiliev et Natalia Ossipova - principal dancers Théâtre du Bolchoï avec la compagnie Young Russian Ballet - direction artistique : Roberto Baiocchi[4]

## Filmographie
- Le Boulon, avec Denis Savine, Anastasia Yatsenko, Andreï Merkouriev et les danseurs du Ballet du Bolchoï.
- Flammes de Paris, avec Ivan Vassiliev, Ekaterina Krysanova, Denis Savine et les danseurs du Ballet du Bolchoï.
- (à venir) Don Quichotte, avec Ivan Vassiliev, Ekaterina Chipoulina, Andreï Merkouriev et les danseurs du Ballet du Bolchoï.
- (à venir) Coppélia, avec Viatcheslav Lopatine, Guennadi Yanine et les danseurs du Ballet du Bolchoï.
- Joika de James Napier Robertson : (en production)

À noter que, lors de sa scolarité à l'Académie d'Etat de Moscou, Natalia Ossipova a été suivie et filmée pour les besoins du documentaire Un an au Bolchoï. L'on assiste notamment à ses débuts sur scène, à l'occasion du spectacle de fin d'année, et à sa victoire lors du premier concours auquel elle participe, le Concours International de Danse du Luxembourg. 
Quelques années plus tard, en mars 2010, elle tient le premier rôle des Flammes de Paris à l'occasion d'une retransmission du ballet en quasi-direct dans des dizaines de cinémas en France et en Angleterre ; l'évènement est renouvelé en 2011, avec Don Quichotte et Coppélia.
Natalia Ossipova est de nouveau immortalisée sur grand écran en 2014, alors qu'elle danse pour le Royal Ballet, dans Giselle.